# 24. april
24. april je 114. dan leta (115. v prestopnih letih) v gregorijanskem koledarju. Ostaja še 251 dni.

## Dogodki
- 1704 – izhajati začne prvi ameriški časopis The Boston Letter
- 1854 – na Dunaju se poročita Franc Jožef in Elizabeta Bavarska
- 1915 – z aretacijami armenskih intelektualcev v turških mestih se nadaljuje armenski genocid
- 1916 – v Dublinu se začne velikonočni upor Ircev proti Britancem
- 1920 – na Zaloški cesti v Ljubljani se spopadejo orožniki in delavci, ki so namenjeni na protestno zborovanje železničarjev; ubitih je bilo 14 in ranjenih 30 ljudi
- 1932 – na volitvah v Prusiji, na Bavarskem, v Baden-Württembergu in Hamburgu zmagajo nacisti
- 1940 – ustanovljen komisariat rajha za Norveško
- 1945:
  - splošna vstaja italijanskih partizanov
  - Himmler predlaga predajo zahodnim zaveznikom
  - Jesenice so ponovno tarča zavezniškega letalskega napada
- 1967 – pri pristajanju vesoljske ladje je zaradi zapleta padal umrl sovjetski astronavt Vladimir Komarov
- 1970 – prvi kitajski satelit, Kitajska I, utirjen v orbito
- 1975 – nemška teroristična skupina Frakcija rdeče armade zasede veleposlaništvo ZRN v Stockholmu; umrejo 4 osebe, od tega 2 pripadnika Frakcije
- 1980 – začne se vojaška Operacija Orlovi kremplji, njen namen je osvoboditi zajete ameriške talce v Teheranu
- 1990 – izstrelitev teleskopa Hubble z raketoplanom Discovery
- 2022 – državnozborske volitve v Sloveniji

## Rojstva
- 1533 – Willem van Oranje - Viljem Tihi, nizozemski državnik († 1584)
- 1562 – Xu Guangqi, kitajski uradnik, prevajalec, matematik († 1633)
- 1575 – Jakob Böhme, nemški protestantski teolog in mistik († 1624)
- 1697 – Kamo no Mabuči, japonski šintoistični teolog, filozof, filolog in pesnik († 1769)
- 1705 – Marko Anton Plenčič, slovenski zdravnik († 1786)
- 1718 – Nathaniel Hone, irski slikar († 1784)
- 1799 – Fidelis Terpinc, slovenski industrialec, politik in mecen († 1875)
- 1817 – Jean Charles Galissard de Marignac, švicarski kemik († 1894)
- 1823 – Elija Benamozegh, italijanski judovski rabin in kabalist († 1900)
- 1830 – Princesa Evgenija Švedska in Norveška († 1889)
- 1845 – Carl Spitteler, pesnik, nobelovec 1919 († 1924)
- 1856 – Henri Philippe Pétain, francoski maršal, kolaboracionist († 1951)
- 1873 – Theodor Körner, avstrijski oficir, državnik († 1957)
- 1884 – Jaroslav Hašek, češki pisatelj († 1923)
- 1886 – Marko Natlačen, slovenski politik, ban († 1942)
- 1897 – Benjamin Lee Whorf, ameriški antropolog in lingvist († 1941)
- 1942 – Barbra Streisand, ameriška igralka in pevka
- 1972 – Jure Košir, slovenski alpski smučar
- 1982 – Kelly Clarkson, ameriška pevka

## Smrti
- 624 – Melit, angleški škof rimljanskega rodu
- 1196 – Béla III., madžarski kralj (* 1148)
- 1288 – Gertruda Avstrijska, mejna grofinja Baden-Württemberga (* 1226)
- 1338 – Teodor I. Paleolog, markiz Montferrata (* 1291)
- 1383 – Henrik III., mecklenburški vojvoda (* 1337)
- 1616 – Garcilaso de la Vega - El Inca, španski letopisec (* 1539)
- 1754 – Nicolas Pineau, francoski rezbar (* 1684)
- 1784 – Franciszek Bohomolec, poljski jezuit, jezikoslovec, dramatik (* 1720)
- 1866 – Josip Tominc, slovenski slikar (* 1790)
- 1924 – G. Stanley Hall, ameriški psiholog (* 1844)
- 1934 – sir Četur Sankaran Nair, indijski pravnik, državnik (* 1857)
- 1960 – Max von Laue, nemški fizik, nobelovec 1914 (* 1879)
- 1967 – Vladimir Mihajlovič Komarov, ruski kozmonavt (* 1927)
- 1968 – Harald Kreutzberg, nemški plesalec, koreograf(* 1902)
- 1968 – Poul Hagen Reumert, danski gledališki in filmski igralec (* 1883)
- 1983 – Nejc Zaplotnik, slovenski alpinist (* 1952)
- 1987 – Josephine Bell, angleška zdravnica, pisateljica (* 1897)
- 1993 – Tran Duc Thao, vietnamski postkolonialni marksistični filozof (* 1917)
- 2004 – Estée Lauder, ameriška kozmetičarka madžarsko-judovskega rodu (* 1906)
- 2005 – Ezer Weizman, izraelski predsednik (* 1924)
- 2007 – Marko Župančič, slovenski arhitekt, urbanist (* 1914)

## Prazniki in obredi
- Armenija – dan spomina na genocid